# Чемпионат мира по шорт-треку среди команд 1998
Чемпионат мира по шорт-треку среди команд 1998 года проходил  26 - 29 марта в Бормио (Италия).

## Система состязаний
Для участия в чемпионате автоматически квалифицировались первые восемь стран по итогам кубка мира. По 4 конькобежца от каждой страны участвовало в гонках на 500 м и на 1000 м, по 2 конькобежца — в гонке на 3000 м, плюс проходило первенство в эстафете (на 3000 м для женщин, на 5000 м — для мужчин).

## Участники чемпионата

### Мужчины
| Место | Участники        | Очки |
| ----- | ---------------- | ---- |
| 1     | Канада           | 48   |
| 2     | Республика Корея | 45   |
| 3     | Италия           | 42   |
| 4     | Китай            | 34   |
| 5     | Япония           | 32   |
| 6     | Нидерланды       | 18   |
| 7     | Венгрия          | 14   |

### Женщины
| Место | Участники        | Очки |
| ----- | ---------------- | ---- |
| 1     | Китай            | 48   |
| 2     | Республика Корея | 46   |
| 3     | Канада           | 36   |
| 4     | Италия           | 29   |
| 5     | Нидерланды       | 20   |
| 6     | Болгария         | 19   |
| 7     | Германия         | 14   |

## Призёры чемпионата

### Мужчины
| Дисциплина | Золото                                                                                  | Серебро                                                                             | Бронза                                                                                            |
| ---------- | --------------------------------------------------------------------------------------- | ----------------------------------------------------------------------------------- | ------------------------------------------------------------------------------------------------- |
| Команды    | Канада · Марк Ганьон · Эрик Бедар · Деррик Кэмпбелл · Франсуа-Луи Дроле · Матье Тюркотт | Республика Корея · Ким Дон Сун · Ли Джун Хван · Ким Сун Тэ · Ли Хо Ын · Чхэ Джи Хун | Италия · Никола Родигари · Маурицио Карнино · Никола Франческина · Фабио Карта · Микеле Антониоли |

### Женщины
| Дисциплина | Золото                                                               | Серебро                                                                           | Бронза                                                                               |
| ---------- | -------------------------------------------------------------------- | --------------------------------------------------------------------------------- | ------------------------------------------------------------------------------------ |
| Команды    | Китай · Ян Ян (A) · Ян Ян (S) · Ван Чуньлу · Сунь Даньдань · Цинь На | Республика Корея · Чон Ли Ген · Ан Сан Ми · Ким Юн Ми · Вон Хе Гён · Чхве Мин Гён | Канада · Изабель Шаре · Энни Перро · Кристин Будриас · Таня Висент · Шанталь Севиньи |